# Итрий
Итрий е химичен елемент със символ Y и атомен номер 39. Той е сребрист преходен метал, химически сходен с лантанидите. Исторически е определян като редкоземен елемент. Итрият почти винаги се намира в природата като химическо съединение, с лантанидите, в редкоземните минерали и не се намира като свободен елемент в природата. Единственият му стабилен изотоп е 89Y.
През 1787 Карл Аксел Арениус открива нов минерал в близост до Итерби в Швеция и го нарича „итербит“ на името на селото. Йохан Гадолин открива оксида на итрия в пробата на Арениус през 1794, а Адерс Густав Екеберг нарича новия оксид утриа. Самият елемент итрий е изолиран за пръв път от Фридрих Вьолер през 1828 г.
Най-голямата полза от итрия е в правенето на фосфори, като червените такива, използвани в мониторите и в светодиодите. Други ползи включват продукцията на електроди, електролити, електрически филтри, лазери и свръхпроводници. Елементът се използва и в медицината. Смесва се с други материали, за да засили техните свойства. Итрият не играе биологична роля, но излагането на елемента може да доведе до белодробни заболявания при хората.

## Наличие в природата
Съдържанието на итрия в земната кора се оценява на около 3×10-3% по маса и 30-о място по разпространение сред елементите. Той има рядкосрещани минерали, но се намира в по-голямо количество в ксенотим – YPO4 и гадолинит – MIII
2MII
3Si2O10 (MII = Fe, Be и MIII предимно по-тежките лантаноиди). Съдържанието му е разпръснато, главно като примес в минерали на много други елементи.

## История
През 1878 г. в кариера близо до селищато Итерби в Швеция е намерен неизвестен дотогава черен блестщ минерал, наречен „итербит“. През 1794 г. финланският химик Йохан Гадолин изучава състава на този минерал, откривайки оксиди на желязото, калция, меагнезия и силиция и 38% на неизвестен елемент. Три години по-късно шведският химик Андерс Екеберг потвърждава тези резултати и очиства този оксид, наречен от него „оксид на итрия“. По-късно минералът итербит е наречен гадолинит. В него са открити седем нови преходни метала.
Итрият е изолиран в чист вид от Фридрих Вьолер по реакцията:
{\displaystyle {\ce {YCl3 + 3K -> 3KCl + Y}}}.

## Физични свойства
Итрият е сребристосив метал с плътност 4,47 g/cm3 при 20° C. Има хексагонална стеноцентрична сингония. Топи се при 1526° C и кипи при 3336° C.

### Изотопи
В природата итрият съществува със своя единствен стабилен изотоп 89Y, синтезиран в звездите при s- и r-процес. Този изотоп има ниско сечение на залавяне на топлинни електрони, позволяващо използването му в ядрени реактори.
Получени и изследвани са 32 радиоактивни изотопа и 21 изомера с A от 76 до 108. Изотопите с A от 90 до 97 са продуктри от ядреното делена на урана и плутония.

## Химични свойства
Итрият е преходен метал, член на 3та група със строеж на електронната обвивка KLM4s24p64d15s2 – прибавя се d-подслоя като първи d-елемент. Проявява главно трета валентност, по-рядко първа и втора. Има много близки свойства с лантаноидите.
При излагане на въздух запазва блясъка си за по-дълго, защото се покрива с оксидна корица от Y2O3.

## Съединения

### Оксид и хидроксид
Y2O3 е бяло, твърдо вещество, един от най-стабилните оксиди (ΔfH0 = -1749,9 kJ/mol). Получава се при накаляване на Y(OH)3, Y(NO3)3 и Y2(C2O4)3. Итриевият оксид е неразтворим във вода. Използва се като изхода суровина за твърди лазерни материали, луминофори, ферити и викосотемпературни свръпроводници.
Y(OH)3 се получава индиректно. Представлява бяла, пихтиеса основна утайка. При разтваряне в киселини дава безцветни соли, съдържащи диамагнитният Y3+ катион.

### Халогениди
YF3 е малко разтворима много стабилна бяла утайка. Останалите халогениди са много разтворими. YCl3 се използва за получаването на чист итрий и синтезирането на органоитриеви съединетия.

### Соли
Водните разтвори на итриевите соли са с неутрален характер. Карбонатът, оксалатът, фосфатът и флуоросиликатът са малко разтворими. Известни са двойни соли от рода на стипците при сулфатите – MI
2Y2(SO4)3•24H2, и нитратите – 2NH4NO3•Y(NO3)3•4H2O.

### Други съединнения
Итриевият сулфид е малко разтворим. Познати са високотопими твърди карбиди, нитриди и бориди. Итрият обарзува хидридите YH2 и YH3. Те са нестабилни при нагряване и Y се отделя във вид на прах.

## Производство
Получаването на итрий е затруднето поради рядкосрещаните му минерали и близките му свойства с лантанидите. Извличането на итрий се свежда до отделянето му от урана и редкоземните метали чрез йонообменни смоли. След това чист метал се получава от стопилка на YCl3 чрез редукция с Ca.

## Приложение
Въпреки трудното получаване, итрият и съединенията му намират приложение в човешката дейност:
- 0,1 – 0,2% Y се използвата, за да се намали размерът на зърната на Cr, Mo, Ti и Zr, което повишава механичните им свойства.
- Сплав на Al или Mg с 1% Y се използва в самолетостроенето.
- Y2O3, YVO4 и Y2O2S, легирани с Eu3+ фосфоресцират, излъчвайки червения цвят в пикселите на телевизорите, а легирането с Tb3+ излъчва зелен цвят.[4]
- Полускъпоценни изкествени итриеви гранати като Y3Fe5O12, се използват в електронни устройства. Y2Al5O12 се използва за направата на украшения, а YVO4 и LiYF4, легирани с Nb, Er и Yb са подходящи за лазери. YBa2Cu3O7 е свръхпроводник при 93K.[4]

## Биологични ефекти
Итриевите съединения са отровни, особено във вид на прах или разтворени във вода. Те най-често увреждат белите дробове.